# 10727 Akitsushima
10727 Akitsushima (1987 DN) là một tiểu hành tinh vành đai chính được phát hiện ngày 25 tháng 2 năm 1987 bởi T. Niijima và T. Urata ở Ojima.